# Anima Blues
Anima Blues è un album di Eugenio Finardi del 2005 su etichetta EF Sounds/Edel Italia, di matrice blues rock. Tutti i brani sono cantati in lingua inglese.

## Il disco
Ad accompagnare Eugenio Finardi, il giovane chitarrista Massimo Martellotta, all'organo Hammond Pippo Guarnera (ex Napoli Centrale) e Vince Valicelli (che fu per un breve periodo già batterista di Eugenio Finardi nei primi anni ottanta).
Da Anima Blues è stato tratto anche il singolo Estrellita (che contiene una versione di Burn Yard Mama differente da quella presente sull'album, e una cover del classico Little Red Rooster). 
L'album è stato anche pubblicato in vinile in una versione apribile, dalla confezione molto curata, con l'aggiunta delle due bonus track del singolo.
Il disco ha permesso ad Eugenio Finardi di tornare nella classifica degli album più venduti in Italia dopo qualche anno di assenza.
Anima Blues è anche il nome di un tour che ha portato Eugenio Finardi in tutte le città italiane per oltre un anno.

## Tracce
1. Mama Left Me (Finardi-Martellotta)
2. Heart of the Country (Finardi-Martellotta)
3. Pipe Dream (Finardi-Martellotta)
4. Holyland (Eugenio Finardi)
5. Long Way Home (Finardi-Martellotta)
6. Marta´s Dream (Massimo Martellotta)
7. Mojo Philtre (Harris-Finardi-Martellotta)
8. Estrellita (Harris-Finardi-Martellotta-Guarnera-Vallicelli)
9. Barnyard Mama (Harris-Finardi-Martellotta-Guarnera-Vallicelli)
10. Doctor Doctor (Finardi-Martellotta)
11. Spoonful (Willie Dixon)
12. Sweet Surrender (Eugenio Finardi)

## Formazione
- Eugenio Finardi – voce, chitarra, basso, armonica
- Massimo Martellotta – chitarra, lap steel guitar, basso, mellotron, cori
- Pippo Guarnera – organo Hammond, pianoforte, cori
- Enzo Vallicelli – batteria, percussioni, cori
- Franco Limido – armonica nelle tracce 1 e 4
- Mark Harris – cori